# Мало-Кореново
45°51′ пн. ш. 16°49′ сх. д. / 45.85° пн. ш. 16.82° сх. д.
Мало-Кореново (хорв. Malo Korenovo) — населений пункт у Хорватії, у Б'єловарсько-Білогорській жупанії у складі міста Б'єловар.

## Населення
Населення за даними перепису 2011 року становило 196 осіб.
Динаміка чисельності населення поселення: